# Église de Père-Jésus de Ronda
L'église de Père-Jésus est un édifice  catholique situé dans la ville de Ronda en Andalousie (Espagne).

## Source de traduction
- (es) Cet article est partiellement ou en totalité issu de l’article de Wikipédia en espagnol intitulé « Iglesia de Padre Jesús (Ronda) » (voir la liste des auteurs).